# Alyson Bell
Alyson Bell (* 9. November 2003) ist eine britische Leichtathletin, die sich auf den Sprint spezialisiert hat.

## Sportliche Laufbahn
Erste internationale Erfahrungen sammelte Alyson Bell im Jahr 2021, als sie bei den U20-Europameisterschaften in Tallinn mit der britischen 4-mal-100-Meter-Staffel in 44,62 s die Goldmedaille gewann. Im Jahr darauf kam sie mit der Staffel bei den U20-Weltmeisterschaften in Cali im Finale nicht ins Ziel und 2023 wurde sie bei der 1. Liga der Team-Europameisterschaft im Rahmen der Europaspiele in Chorzów disqualifiziert. Anschließend belegte sie bei den U23-Europameisterschaften in Espoo in 11,46 s den sechsten Platz im 100-Meter-Lauf und siegte mit der Staffel in 54,04 s. Bei den World Athletics Relays 2024 in Nassau wurde sie in 42,80 s Dritte über 4-mal 100 Meter hinter den Teams aus den Vereinigten Staaten und Frankreich. Im Jahr darauf schied sie bei den U23-Europameisterschaften in Bergen mit 23,59 s im Semifinale über 200 Meter aus und siegte mit der Staffel mit neuem Meisterschaftsrekord von 42,92 s.
2025 wurde Bell britische Hallenmeisterin im 200-Meter-Lauf.

## Persönliche Bestzeiten
- 100 Meter: 11,31 s (0,0 m/s), 10. Juni 2023 in Genf
  - 60 Meter (Halle): 7,30 s, 14. Februar 2025 in Sheffield
- 200 Meter: 23,01 s (+1,4 m/s), 31. Mai 2025 in Eton
  - 200 Meter (Halle): 23,12 s, 23. Februar 2025 in Birmingham